# Marsais-Sainte-Radégonde
Marsais-Sainte-Radégonde is een gemeente in het Franse departement Vendée (regio Pays de la Loire) en telt 480 inwoners (1999). De plaats maakt deel uit van het arrondissement Fontenay-le-Comte.

## Geografie
De oppervlakte van Marsais-Sainte-Radégonde bedraagt 14,8 km², de bevolkingsdichtheid is 32,4 inwoners per km².
De onderstaande kaart toont de ligging van Marsais-Sainte-Radégonde met de belangrijkste infrastructuur en aangrenzende gemeenten.

## Demografie
Onderstaande figuur toont het verloop van het inwonertal (bron: INSEE-tellingen).

1. ↑  Populations de référence 2022.